# 细梗小檗
细梗小檗（学名：Berberis tenuipedicellata）为小檗科小檗属下的一个种。

## 扩展阅读
- 維基物種上的相關：细梗小檗